# Frontera entre Ucraïna i Romania
La frontera entre Ucraïna i Romania es la frontera internacional entre Romania (membre de la Unió Europea) i Ucraïna (membre de la Comunitat d'Estats Independents, amb una longitud de 601 kilòmetres inclosos 292.2 km (181.6 mi) de rius i 33 km (21 mi) del mar Negre. Constitueix una de les fronteres orientals de la Unió Europea des de l'ampliació de 2007.

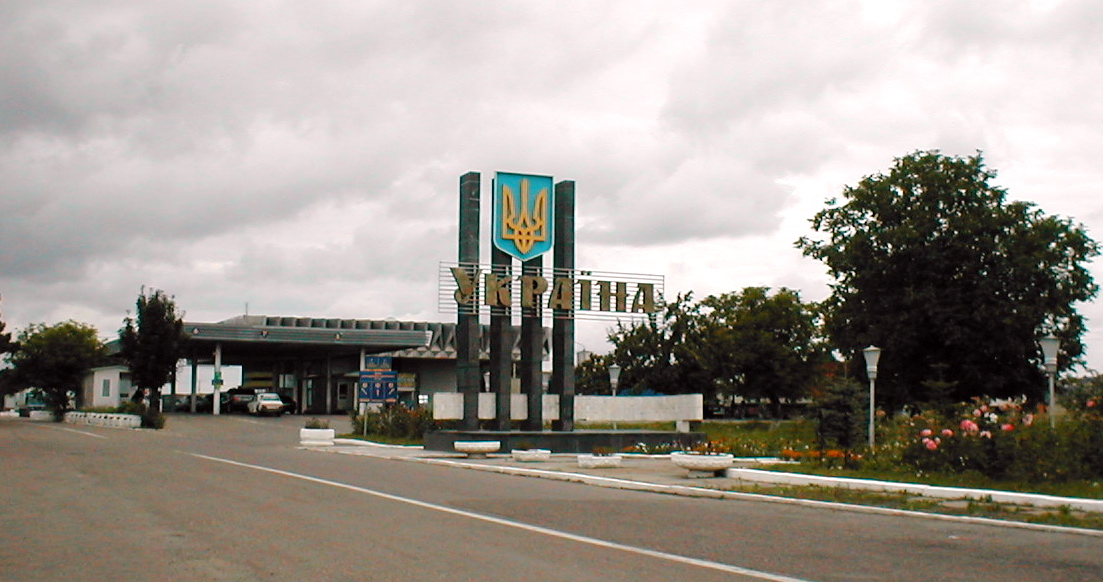
La frontera vista des de l'E85 al punt de pas entre Siret i Porubne.

## Característiques
Anteriorment era una de les fronteres entre Romania i l'Imperi Rus, i després l'URSS. El 1938 només tenia un punt de pas entre els dos estats. Es tracta d'un pont ferroviari a Bender a través del Dnièster.

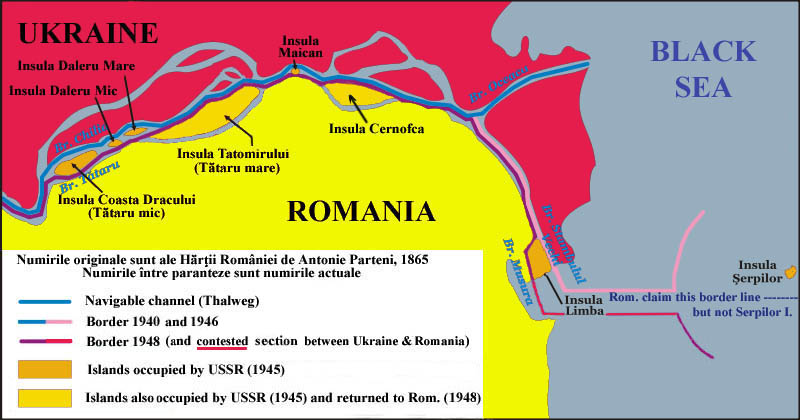
Les illes i la frontera (violeta) en litigi entre Romania i Ucraïna

La frontera entre Ucraïna i Romania creada el 1991 és discontínua: es compon de dos segments separats per la República de Moldàvia.
La primera part, de 362 quilòmetres de longitud, està dotada d'un trifini on convergeixen les fronteres romano-hongaresa i ucraïno-hongaresa. Des d'allà es dirigeix als Carpats Orientals: aquest segment va ser traçat en 1918 per la Comissió Internacional en la qual el geògraf francès Emmanuel de Martonne hi va tenir un paper vital. La línia divisòria d'aigües dels Carpats creua la frontera, segueix un traçat oest-est més o menys en línia recta, fixat al juny de 1940 per una comissió soviètico-romanesa establert després de la pacte germanosoviètic de 1939, a un trifini que formava amb la frontera traçada pel mateix comitè entre Romania i la  Moldàvia soviètica i la frontera entre Ucraïna i Moldàvia traçada a l'agost de 1940 pels soviètics.

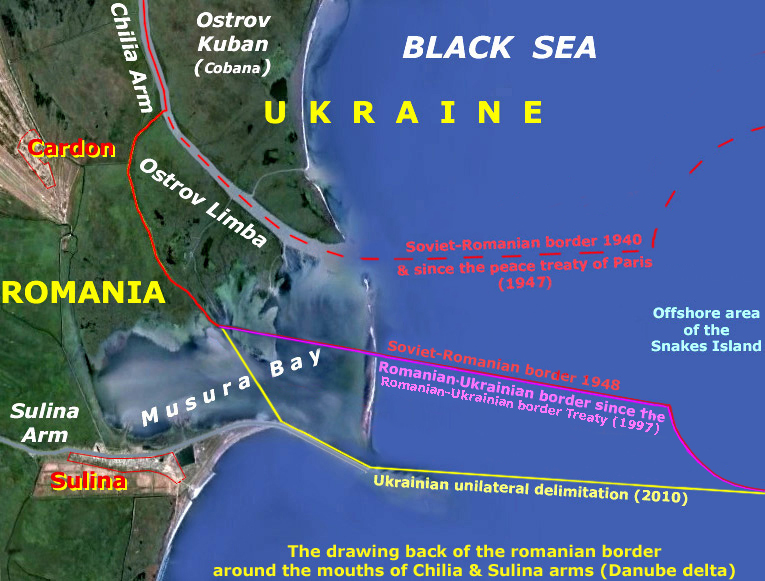
Les desembocadures del braç de Chilia (al nord) i de Sulina (al sud) en 2011, amb el litigi fronterer.

La segona part té una longitud de 169 quilòmetres Comença en un altre trifini format per la frontera entre Moldàvia, Romania i Ucraïna, en la riba esquerra del Danubi, 570 m aigües avall de la confluència del Prut, i acaba als marges del mar Negre, a 7 km a l'oest de la desembocadura del braç de Chilia, al delta del Danubi. La major part d'aquest traçat, orientat a l'oest com el Danubi i el braç de Chilia, també es deu a la comissió soviètica-romanesa de juny de 1940.

## Trànsit fronterer local
El 2014, Romania i Ucraïna van signar un acord provisional sobre trànsit fronterer local. S'aplica als residents de 30 km de l'àrea fronterera extensibles a 50 km per allotjar unitats administratives més grans que s'estenen més enllà de la zona de 30 km, que figuren en l'Annex 1 de l'Acord. L'acord estava subjecte a la realització dels tràmits interns necessaris. El costat romanès els va completar al març de 2014. La part ucraïnesa va completar els seus arranjaments el maig de 2015. L'acord cobreix 662 localitats a Ucraïna (les províncies de Transcarpàcia, Ivano-Frankivsk, Odessa i Txernivtsí). És aplicable a uns 2 milions d'habitants d'Ucraïna i Romania.

## Litigi
No obstant això, algunes seccions estaven en disputa entre 1991 i el 3 de febrer de 2009: aquests són les nou illes que van romandre romaneses pel Tractat de Pau de París de 1947 confirmant la frontera de 1940, ocupades per la Unió Soviètica en 1948, i després repartides per un protocol especial (que mai va ser ratificat pels dos països) entre Romania (que recuperava les illes Tataru Mare, Babina i Cernofca) i l'URSS (que segueix ocupant les altres sis, "heretades" en 1991 pe Ucraïna).
A partir de gener de 1991 Romania reivindica el retorn de les sis illes, de les quals cinc són al braç fronterer de Chilia, la sisena és l'illa de les Serps, un territori de 0.17 km² a 44 quilòmetres del delta al Mar Negre, amb les seves aigües territorials. Les cinc illes del braç de Chilia són: Dalerul Mare, Dalerul Mic, Coasta Dracului (aigües avall de Pardina) Maican (prop de Chilia) i Limba (sud del braç de Chilia). La disputa també es referia a l'estat del port de Sulina (que va esdevenir fronterer amb Ucraïna si aconsegueix fer valer els seus punts de vista) i 12.200 km² d'aigües territorials riques en gas i petroli.

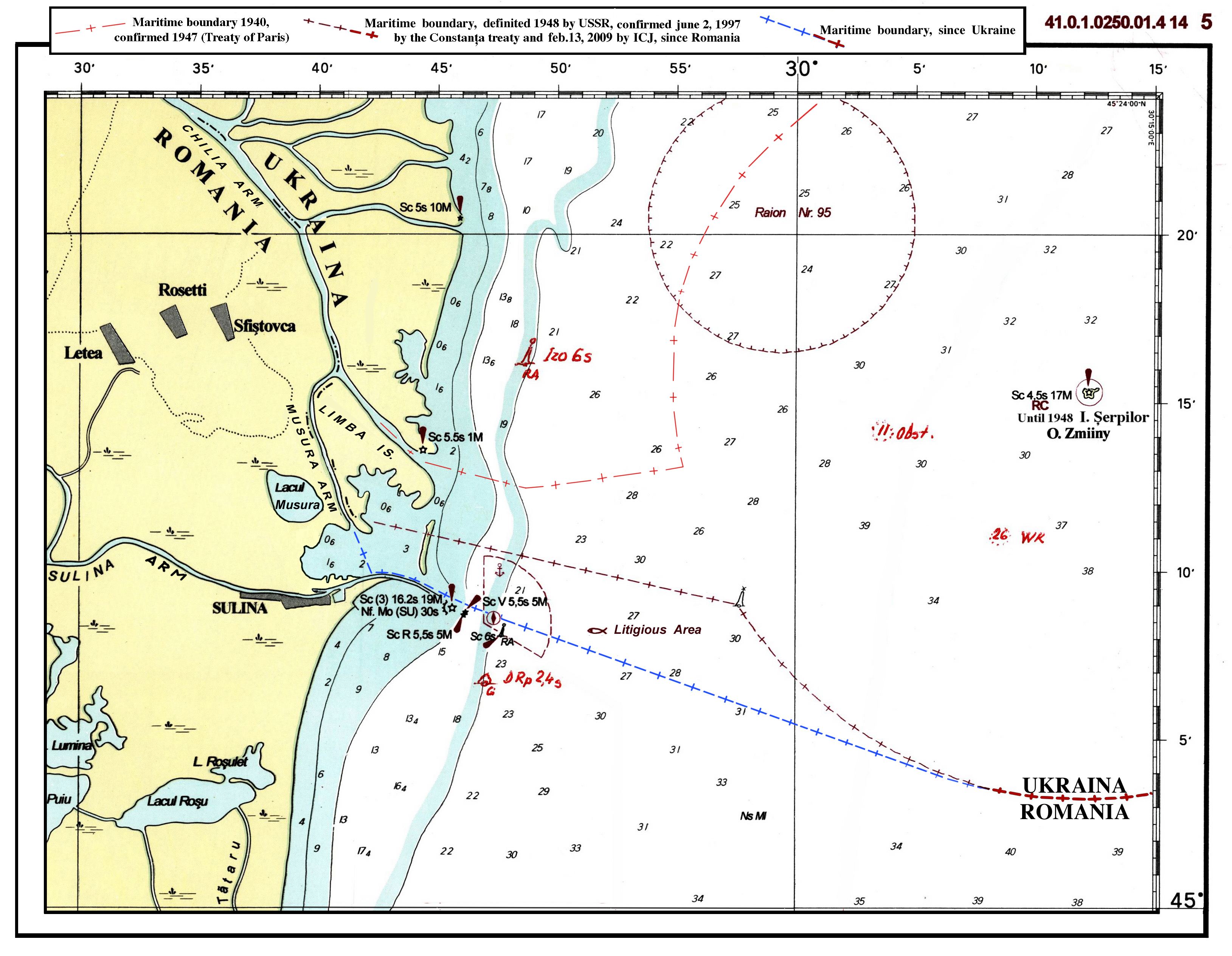
La frontera marítima en disputa entre Romania i Ucraïna davant del Golf de Musura

En 1997 l'OTAN va instar fermament a Romania que si volia unir-se a l'organització, havia de resoldre la seva disputa fronterera amb Ucraïna, hereva a la regió de l'URSS. Donada la desproporció de forces, el tractat fronter entre Romania i Ucraïna de Constanța, signat el juny 2 de 1997, que només ha ratificat de iure la situació de facto, amb l'excepció de les aigües territorials de l'Illa de les Serps, la desembocadura del braç de Sulina i l'illot Maican prop de Chilia.
En 2004, Ucraïna va inaugurar els treballs al Canal de Bystroe en la seva part del Delta, per crear una via navegable entre el mar Negre i la llacuna de Conduc (Sasyskyi lyman). Aquest projecte ha estat molt criticat per moltes organitzacions mediambientals internacionals a causa dels seus impactes ambientals. La Unió Europea va instar Ucraïna a abandonar aquest projecte com a perjudicial per als ecosistemes locals i el medi ambient del delta. No obstant això, aquest canal es va completar el 14 de maig de 2007. afegint-se al contenciós entre Romania i Ucraïna davant la Cort Internacional de Justícia.
El 3 de febrer de 2009 va dictar sentència sobre els 12.200 km² de les aigües territorials en disputa, atribuint 9.700 km² a Romania (amb una profunditat mitjana de 90 metres) i 2.500 km² a Ucraïna (amb una profunditat mitjana de 40 m): la frontera marítima ara està delimitada, doncs.

## Llocs fronterers
| Indret a Romania  | Judet     | Indret a Ucraïna | Província     |
| ----------------- | --------- | ---------------- | ------------- |
| Halmeu            | Satu Mare | Berehove         | Transcarpàcia |
| Sighetu Marmației | Maramureș | Veliki Bitxkiv   | Transcarpàcia |
| Valea Vișeului    | Maramureș | Dilowe           | Transcarpàcia |
| Vicovu de Sus     | Suceava   | Krasnoïlsk       | Txernivtxí    |
| Siret             | Suceava   | Terebletstxe     | Txernivtxí    |
| Tulcea            | Tulcea    | Izmaïl           | Odessa        |